# So What
"So What" é uma canção pop rock escrita por Pink, Max Martin e Shellback. Foi lançada como primeiro single do quinto álbum de estúdio, Funhouse. A canção foi número um na Billboard Hot 100, sendo a primeira música solo da carreira da Pink a atingir o topo dessa parada.

## Faixas e formatos
2 Track CD
1. "So What" (Versão Limpa) - 3:35
2. "This Is How It Goes Down" - 3:17

Maxi CD
1. "So What" - 3:35
2. "So What" (Instrumental) - 3:35
3. "Could've Had Everything" - 3:09
4. "So What" (Vídeo) - 3:41

CD Promocional americano
1. "So What" (Edição Limpa) - 3:35
2. "So What" (Versão Principal) - 3:35

CD Promocional britânico
1. "So What" (Versão Limpa) - 3:34

## Desempenho nas paradas musicais
So What estreou em #9 na Billboard Hot 100, sendo a estreia mais alta de Pink nessa parada. A canção foi #1 nessa parada, e foi o primeiro #1 solo de Pink, e o segundo no geral, depois de Lady Marmalade, uma colaboração com Christina Aguilera, Mya e Lil' Kim.
A canção também foi #1 na Nova Zelândia, no Canadá, na Austrália, na Irlanda e no Reino Unido.
| Parada musical (2008)              | [[Melhor posição |
| ---------------------------------- | ---------------- |
| Argentina - Parada de Singles      | 84               |
| Alemanha - Parada de Singles       | 1                |
| Austrália - ARIA Charts            | 1                |
| Áustria - Parada de Singles        | 12               |
| Brasil - Parada de Singles         | 7                |
| Bélgica - Parada de Singles        | 4                |
| Canadá - Parada de Singles         | 1                |
| Estados Unidos - Billboard Hot 100 | 1                |
| Estados Unidos - Billboard Pop 100 | 1                |
| Finlândia - Parada de Singles      | 5                |
| Itália - Parada de Singles         | 20               |
| Irlanda - Parada de Singles        | 1                |
| Israel - Parada de Singles         | 8                |
| Japão - Parada de Singles          | 10               |
| Lituânia - Parada de Singles       | 1                |
| Luxemburgo - Parada de Singles     | 1                |
| Noruega - Parada de Singles        | 3                |
| Nova Zelândia - Parada de Singles  | 1                |
| Países Baixos - Parada de Singles  | 11               |
| Polónia - Parada de Singles        | 27               |
| Chéquia - Parada de Singles        | 4                |
| Suécia - Parada de Singles         | 2                |
| Suíça - Parada de Singles          | 1                |
| Turquia - Parada de Singles        | 2                |
| Reino Unido - UK Singles Chart     | 1                |

### Histórico mundial
| 01 | 20 | 115.000 | 115.000   |
| 02 | 11 | 155.000 | 270.000   |
| 03 | 7  | 210.000 | 480.000   |
| 04 | 4  | 286.000 | 776.000   |
| 05 | 4  | 292.000 | 1.058.000 |
| 06 | 3  | 302.000 | 1.360.000 |
| 07 | 1  | 390.000 | 1.750.000 |
| 08 | 1  | 402.000 | 2.152.000 |
| 09 | 1  | 415.000 | 2.527.000 |
| 10 | 1  | 395.000 | 2.962.000 |
| 11 | 1  | 394.000 | 3.356.000 |
| 12 | 1  | 353.000 | 3.709.000 |
| 13 | 2  | 333.000 | 4.042.000 |
| 14 | 2  | 310.000 | 4.352.000 |
| 15 | 3  | 311.000 | 4.663.000 |
| 16 | 5  | 279.000 | 4.942.000 |
| 17 | 5  | 256.000 | 5.198.000 |
| 18 | 6  | 229.000 | 5.427.000 |
| 19 | 7  | 317.000 | 5.744.000 |
| 20 | 7  | 253.000 | 5.997.000 |

| 21 | 11 | 194.000 | 6.191.000 |
| 22 | 15 | 168.000 | 6.359.000 |
| 23 | 19 | 148.000 | 6.507.000 |
| 24 | 21 | 127.000 | 6.634.000 |
| 25 | 25 | 115.000 | 6.749.000 |
| 26 | 27 | 109.000 | 6.858.000 |
| 27 | 29 | 102.000 | 6.960.000 |
| 28 | 32 | 89.000  | 7.049.000 |
| 29 | 36 | 81.000  | 7.130.000 |

## Histórico de lançamento
| Região         | Data                   | Formato                              | Gravadora      |
| -------------- | ---------------------- | ------------------------------------ | -------------- |
| Nova Zelândia  | 15 de agosto de 2008   | Download digital, airplay            | Sony BMG       |
| Austrália      | 16 de agosto de 2008   | Download digital, airplay            | Sony BMG       |
| Estados Unidos | 19 de agosto de 2008   | Download digital, airplay            | LaFace Records |
| Austrália      | 20 de setembro de 2008 | CD single                            | Sony BMG       |
| Alemanha       | 26 de setembro de 2008 | CD single, airplay, download digital | Sony BMG       |
| Suíça          | 26 de setembro de 2008 | CD single, airplay, download digital | Sony BMG       |
| Reino Unido    | 29 de setembro de 2008 | CD single, download digital          | Sony BMG       |
| Japão          | 30 de setembro de 2008 | CD single, airplay, download digital | Sony BMG       |
| Estados Unidos | 30 de setembro de 2008 | CD single                            | LaFace Records |